# 陳寵 (漢朝)
陳寵（1世紀—107年）。字昭公，沛国洨县（安徽省固镇县）人，东汉大臣。
陳寵曾祖父陈咸，西汉汉成帝、汉哀帝时代以律令为尚书，家中多有律令文书。陳寵少年修习家业，后来被司徒鲍昱所征辟，为辞曹。掌管天下诉讼。当时，天下断案执法不一，轻重浑浊，陳寵为鲍昱撰写《辞讼比》七卷，统一标准。汉章帝时他担任尚书，上疏清除苛法，使用轻刑。
汉章帝去世，他出任泰山郡太守，转任广汉郡太守，升为大司农，並推薦王渙。永元元年（89年），代替郭躬为廷尉，善于断结疑案，量刑从轻，校订律法，他认为秦汉以来，法令日增，条律无限，使人无所适从，应该删繁就简，重新审定。没有实行时，因为诏狱之吏和囚徒勾结而获罪，汉和帝下诏免刑，先后担任尚书、大鸿胪。永元十六年（104年）冬，代替徐防为司空，在任三年去世。他为人周密，在朝中遣散门人，恪尽职守，为时人所称道。

## 延伸阅读
[在维基数据编辑]
 《後漢書·卷46》，出自范晔《後漢書》
 《東觀漢記》